# Mezszám
A mezszám a sportolók mezén elhelyezett arab szám. Főleg csapatsportokban  jelentős szerepet játszik a játékosok egymástól való megkülönböztetésében, azonosításában.

## A labdarúgásban
Mezszámok alkalmazása a labdarúgásban első alkalommal 1928. augusztus 25-én, egy Arsenal-Sheffield Wednesday angol bajnoki mérkőzésen fordult elő. Ettől kezdve általánosan elterjedt, hogy a pályára lépő játékosok 1-től 11-ig számot viseltek, mégpedig a gyepen elfoglalt pozíciójuknak megfelelően: az egyes volt a kapus, a 11-es pedig a balszélső.
A FIFA 1954-ben tette kötelezővé a mezszámok alkalmazását és azóta van lehetőség állandó mezszámok alkalmazására is, azaz egyes játékosok kapják az egyes mezszámokat és így a pályára lépő csapat az 1 - 11-től eltérő mezszámokat is kaphat.  

Az MLSZ 2018-től érvényes labdarúgás versenyszabályzata szerint:

„g) A versenykiírásban meghatározott osztályokban a játékosok mezén (1-99-ig) számozást kell elhelyezni. A mezszámozás legyen elütő a mez színétől, hogy a játékvezetők, ellenőrök és nézők kétséget kizáróan megállapíthassák a játékos személyét, elkerülhessék a névcserét. A nemzetközi előírásoknak megfelelően a mezszám hossza legalább 25 cm.
h) A mezszám hiánya miatt a mérkőzés nem maradhat el. A félidőben vagy bármikor a mérkőzés folyamán történt mezcsere esetén a mezszámozásnak azonosnak kell lennie a korábbival. Ez alól kivétel, ha egy játékos meze a játék közben válik használhatatlanná, és nincs lehetőség azonos számú mezzel pótolni. A mezcserét be kell jelenteni a játékvezetőnek. A mezek hátrészen elhelyezett számmal azonos szám helyezhető el a mellrészen és a nadrág oldalán is.”

## Mezszám visszavonultatása
Előfordul, hogy labdarúgócsapatok visszavonultatnak egyes mezszámokat egy-egy elismert játékos kitartó szolgálatának tiszteletére, vagy tragikus haláleset miatt.
Mezszám visszavonultatására egyéb sportágakban is van példa. A jégkorongban például a  St. Louis Blues esetében.